# Vasile Hossu (episcop de Oradea)
Vasile Hossu (n. 17 mai 1919, Carei – d. 8 iunie 1997, Oradea) a fost primul episcop al Eparhiei de Oradea Mare după revoluția română din 1989.

## Familia și studiile
S-a născut la 17 mai 1919 în orașul Carei (Careii Mari), într-o familie română unită, părinții lui fiind Gheorghe Hossu, funcționar poștal, originar din Pișcolț (județul Satu Mare), iar mama, Iuliana (născută Buteanu) originară din Șomcuta Mare (județul Maramureș).
După primele două clase primare s-a mutat cu familia la Oradea, unde tatăl său se angajase ca funcționar la poștă. Copilăria și-o petrece într-unul din cartierele orașului. A urmat studiile secundare la Liceul „Emanuil Gojdu”, unde a fost îndrumat de profesori de frunte ai urbei, precum Augustin Cosma și Theodor Neș. În acești ani face cunoștință cu mișcarea cercetașilor, care îi descoperă iubirea față de natură și drumețiile în aer liber. A obținut diploma de bacalaureat în 1939, după care s-a înscris la Școala de Aviație de la Cotroceni. Din cauza războiului, dar și stăruințelor mamei sale, a renunțat la Școala de Aviație. În toamna aceluiași an s-a înscris la Academia de Teologie Română Unită din Oradea. La 4 februarie 1945 a fost hirotonit preot, prin punerea mâinilor episcopului Ioan Suciu în Catedrala Sfântul Nicolae din Oradea. Pentru început a fost preot-profesor de religie la liceul "Simion Bărnuțiu" din Șimleu Silvaniei, iar mai apoi la Oradea.

## 1948 și anii ce au urmat
Interzicerea Bisericii Greco-Catolice din România, în 1948, i-a marcat viața. În acel an era preot la parohia greco-catolică din Vadu Crișului. După emiterea decretului de interzicere a Bisericii Române Unite a fost dat afară și din învățământ, devenind  preot greco-catolic în clandestinitate. În 1952 a fost arestat și condamnat la 10 ani de închisoare pentru apostolatul desfășurat  clandestin. După doi ani a fost eliberat din detenție. A urmat Facultatea de Litere unde, în 1956, și-a luat licența reintrând astfel din nou în învățământ, dar ca profesor de limba română și numai în mediul rural, până la pensionare, mai precis la Școala generală din Traniș, de pe Valea Drăganului, la poalele muntelui Vlădeasa din județul Cluj. Elevii și părinții l-au îndrăgit, unora le-a fost și părinte spiritual.
Odată pensionat a revenit la Oradea, unde canonicul Coriolan Tămâian, ordinarius diecezan (în clandestinitate), după decesul episcopului Iuliu Hirțea, în 1978, îi cerea părintelui Hossu să preia conducerea administrativă și canonică (clandestină) a episcopiei române unite orădene.

## Episcop greco-catolic de Oradea
În data de 3 martie 1990 papa Ioan Paul al II-lea l-a numit oficial pe Hossu în funcția de episcop greco-catolic de Oradea. În data de 27 mai 1990 a avut loc la Baia Mare consacrarea sa episcopală, împreună cu Lucian Mureșan. Evenimentul s-a desfășurat sub cerul liber, din cauza faptului că autoritățile au refuzat punerea Catedralei din Baia Mare în posesia greco-catolicilor. Episcopi consacratori au fost mitropolitul Alexandru Todea, episcopul Guido del Mestri (fost nunțiu apostolic în Germania) și Ioan Ploscaru, episcop de Lugoj.
A trecut la cele veșnice pe 5 iunie 1997. O instalare a sa în vechea Catedrala Sfântul Nicolae din Oradea nu a avut loc, lăcașul nefiind restituit la acea dată. A fost înmormântat în curtea Bisericii mănăstirii franciscane „Maica Domnului” din Oradea, reprezentanții Episcopiei ortodoxe orădene nefiind de acord cu înhumarea în cripta Catedralei Sf. Nicolae la data decesului său pe 5 iunie 1997.
La 13 mai 2007, cu prilejul comemorării a 230 de ani de la înființarea Episcopiei Greco-Catolice de Oradea (1777), osemintele sale au fost exhumate și așezate, după tipicul arhieresc, în cavoul episcopilor uniți orădeni aflat sub altarul catedralei.
În anii 1990-1997 a primit mult ajutor pentru nevoile Bisericii Române Unite reînviate, din Montreal-Laval (Canada), din partea părintelui protosincel Radu Roșcanu.